# 富采投資控股
富采控股股份有限公司（簡稱富采控股、富采），分為三大事業領域，晶電將專注在 LED 磊晶與晶粒、隆達則專注於封裝與模組、旗下晶成半導體則發展先進化合物半導體晶圓代工。
晶元光電主要子公司包括晶宇光電、晶品光電、江蘇璨揚光電、深圳晶麒光電；隆達電子的子公司包含達亮電子、元豐新科技、葳天科技、漢威光電。

## 發展歷程
- 2020年6月18日：晶元光電與隆達電子共同宣布，擬換股共同成立投資控股公司。[2]
- 2020年7月9日：晶元光電公告，經雙方同意，新設控股公司定名為「富采投控」，並將於8月7日召開股東臨時會暨新設投控公司發起人會議。[2]
- 2021年1月6日：富采投控掛牌首日，晶電、隆達同步下市。[3]
- 2021年8月11日：富采控股成立後首次舉行臨時股東會，補選五名臨時董事。[4]
- 2021年4月8日：富采投控入主鼎元光電，取得3席董事；並由富采投控董事長擔任鼎元光電董事長。[5]

## 外部連結
- 富集團 （页面存档备份，存于）
- 隆達電子 （页面存档备份，存于）
- 晶元光電 （页面存档备份，存于）